# Johann Christian Günther
Johann Christian Günther (Striegau, 8 aprile 1695 – Jena, 15 marzo 1723) è stato un poeta tedesco.

## Biografia
Figlio di un medico dal 1710 al 1715 frequentò il liceo a Schweidnitz dove venne rappresentato il dramma Die von Theodosio bereute Eifersuch, opera giovanile. Si fidanzò con Magdalena Eleonore Jachmann, la "Leonore" delle sue poesie in età adulta.
Nel 1715, per compiacere il padre, si iscrisse a medicina a Wittenberg, arrivò a forti contrasti col padre a causa del suo desiderio di dedicarsi completamente alla poesia. Nel 1716 gli venne conferito il titolo di Poeta laureatus Caesareus, l'anno successivo venne imprigionato per debiti.
Nel 1717 si trasferì alla facoltà di medicina di Lipsia. Quando, durante i suoi studi universitari, decise di descrivere la frizzante atmosfera studentesca in versi che diverranno celebri, l'attrito col padre raggiunse un punto di non ritorno, tale da spingerlo, per disperazione, all'alcoolismo.
Nel 1718 pubblicò una poesia in cui lodava la pace di Passarowitz; nonostante il successo ottenuto e l'amore per la sua fidanzata Leonore continuò a condurre un'esistenza dedita agli eccessi, anche perché il padre non gli perdonò mai la sua attività letteraria. Venne notato e incoraggiato a continuare a scrivere dallo scrittore Johann Burckhardt Mencke che non riuscì però a procurargli, nel 1719, un posto come poeta di corte di Augusto II di Polonia.
Dissipato tutto il suo patrimonio fino alla povertà assoluta, morì paltoniere a Jena nel 1723. L'anno successivo vennero pubblicate le sue poesie, incentrate sull'amore, sulla ribellione, sulla sofferenza e sulla spiritualità.
La poetica di Günther si discosta dal Barocco per dare risalto all'interiorità del poeta, ed è ritenuto il più importante poeta tedesco prima di Goethe. I suoi versi, esprimenti un'identità di vita e di letteratura, anticiparono sotto alcuni aspetti il movimento romantico.